# Benetton Group
Benetton Group S.r.l. – włoskie przedsiębiorstwo zajmujące się produkcją i sprzedażą detaliczną odzieży, obuwia oraz akcesoriów. Siedziba przedsiębiorstwa znajduje się w Ponzano Veneto, w Wenecji Euganejskiej.
Przedsiębiorstwo zostało założone w 1965 roku, przez Luciano Benettona wraz z trojgiem jego rodzeństwa – Giulianą, Carlo i Gilberto. Od 1986 roku spółka jest notowana na giełdzie Borsa Italiana.
Benetton Group jest właścicielem marek United Colors of Benetton, Sisley oraz Playlife. Obecnie do przedsiębiorstwa należy około 6000 sklepów w 120 krajach.
W latach 1986–2001 Benetton Group było właścicielem zespołu Formuły 1 – Benetton Formula.